# Puebla de Obando
Puebla de Obando település Spanyolországban, Badajoz tartományban. Puebla de Obando Cáceres, Badajoz és Mérida községekkel határos. Lakosainak száma 1806 fő (2024).

## Népesség
A település népessége az utóbbi években az alábbiak szerint változott:
| Lakosok száma | 2024 | 2026 | 2020 | 1988 | 1945 | 1913 | 1872 | 1836 | 1839 | 1806 |
|               | 2001 | 2004 | 2006 | 2009 | 2011 | 2014 | 2016 | 2019 | 2021 | 2024 |